# Sōki

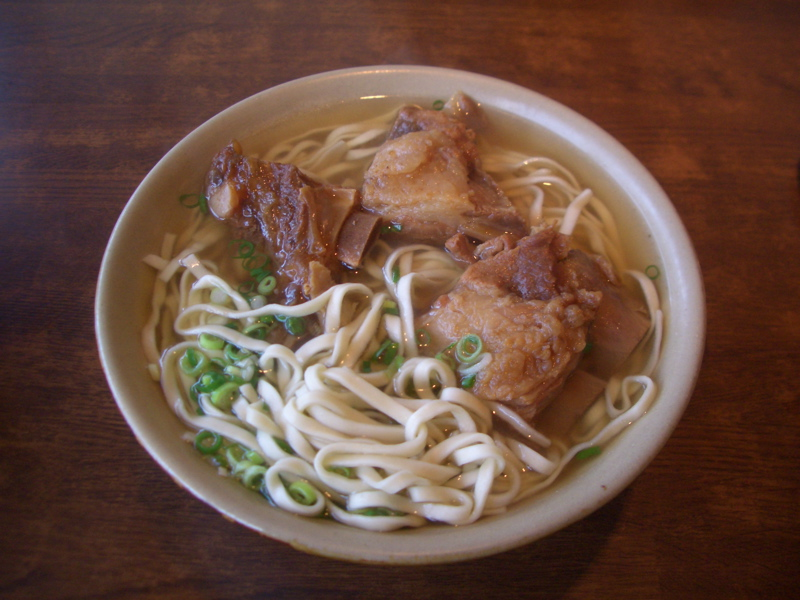
Sōki en un Okinawa soba.

Sōki (ソーキ?) es una especialidad de la cocina japonesa, en especial de la Prefectura de Okinawa, Japón. El Sōki se considera cerdo (generalmente sin huesos) y muy cocido, suele corresponder a la zona de las costillas (lo que en inglés se denomina: spare ribs) a veces suele incluir un cartílago. Se sirve por regla general con el Okinawa soba.